# ポロ作戦
ポロ作戦（ポロさくせん、英: Operation Polo）は、1948年9月13日から同月18日にかけて、インド政府による併合を目的としたニザーム藩王国（ハイダラーバード藩王国）に対する軍事作戦（あるいは軍事侵攻）のことである。
ポロ作戦はコードネームであり、ハイダラーバード併合、ハイダラーバード侵攻とも呼ばれる。インド軍はあくまで作戦を警察行動として扱ったが、実際は軍事行動であった。
この併合はジャンムー・カシュミール藩王国の帰属をめぐり発生したカシュミール紛争と同様に、こちらも藩王国の帰属をめぐる問題であった。この作戦により、1724年以降続いてきたニザームによる統治の歴史は幕を閉じた。

## 背景

### イ ンド・パキスタンの分離独立
1947年8月15日、イギリスは植民地の一つであるイギリス領インドの独立を正式に認め、それにともないインドとパキスタンは分離独立した。インド・パキスタン分離独立に際し、イギリス統治下において存在した多数の藩王国はそれぞれインドかパキスタンどちらかに帰属を迫られており、この日までどちらに帰属するか決めていた。
とはいえ、帰属を決めかねていた藩王国が3つあった。1つ目は北西インドのジャンムー・カシュミール藩王国、2つ目はグジャラートのジュナーガド藩王国、3つ目はデカン地方のニザーム藩王国（ハイダラーバード藩王国）である。これらの国は特徴があり、ジャンムー・カシュミール藩王国は支配者がヒンドゥー教徒、住民の大部分がムスリム、ほか2つはその逆だった。ニザーム藩王国はインドに加わったとすればムスリムの、逆にパキスタンに加わればヒンドゥー教徒の怒りを買う可能性があるという、非常に難しい立場にあった。
このハイダラーバードを首都とするニザーム藩王国は、1724年にムガル帝国の宰相カマルッディーン・ハーンによって建国されたニザーム王国が前身となった国家である。この国は1798年にイギリスと軍事保護条約を締結したのちは藩王国として存続を許され、イギリス領インドの中では最大の藩王国だった。また、国内にダイヤモンドや金、銅、鉄、石炭を産出する多数の鉱山を有したため、極めて富裕な藩王国でもあった。さらに藩王とムスリムの貴族は国家の土地の40パーセントを保有していた。
藩王であるウスマーン・アリー・ハーンは自身がイスラーム教徒であることから当初はパキスタンへの帰属を望んだ。しかし、領内にはヒンドゥー教徒が多いうえに、内陸の飛び地となるため、イギリスからはインドとパキスタンどちらにも属さない形で単独での独立を宣言した。藩王国が軍事保護条約で従属していたのは形の上ではイギリスだったため、イギリスが独立に際してこれらの条約を放棄したことにより、藩王国は単独で独立できるはずだった。
結局、このハイダラーバード問題は独立後のインドにそのまま持ち越されることとなった。

### ヒンドゥー教徒とムスリムの対立
先述したように、ハイダラーバードは君主をはじめとする支配者層はムスリムで、上級官僚にいたっては8割がムスリムであり、ジャーギールダールと呼ばれる大土地所有者もムスリムの存在が顕著だった。1927年設立のムスリム統一協会はムスリムの統合やその利益の保護を目的とし、ニザームとその体制を積極的に支持していた。
他方、藩王国内には正規軍のほかにムスリム統一協会によって設立され、その傘下にあったラザーカールと呼ばれるイスラーム義勇軍、つまりムスリムの非正規軍も存在した。彼らは藩王国内におよそ20万人いたとされる。ムスリム統一協会およびラザーカールの総裁カーシム・ラズヴィーは藩王国政府内に大きな影響力を持ち、インド政府との対決姿勢を崩そうとしなかった。
だが、住民の大半を占めたのはヒンドゥー教徒だった。1931年の統計における宗教別人口はムスリムが11パーセントなのに対し、ヒンドゥーは84パーセントを占めており、単独での独立に領内の大多数のヒンドゥー教徒は反発した。また、この統計ではムスリムは都市部に人口が集中していた。さらに反体制派のハイダラーバード藩王国会議派やテランガーナ地方を基盤としたアーンドラ大協会があり、前者はインド国民会議派、マハトマ・ガンディーの影響をうけていた。
やがて、不平不満から共産主義が支持を受けるようになり、1944年になるとアーンドラ大協会の指導部は共産主義者が占めるようになった。そして、1946年7月からテランガーナ地方で、のちにテランガーナ闘争と呼ばれる大規模な農民の蜂起が発生した。貧しい農民たちはこの地域の43パーセントを保有するジャーギールダール、それを認めるジャーギールダーリー制度に不満を抱いていた。
当初、共産主義者はザミーンダール、デーシュムクと呼ばれる支配者層を狙ったが、すぐにニザームに対して本格的な反乱を開始した。この反ニザーム政府運動の一環として大規模な闘争となって、1947年末までには2,000とも言われる村落自治政府が樹立された。そこでは共産党の指導下で行政・司法・軍組織の整備、土地の接収、分配など行われていた。
ラザーカールもまた、ヒンドゥー教や共産主義を鼓舞し、テランガーナ闘争の反動で過激化していった。1946年の暮れになると、共産主義者とラザーカールとの衝突は激しさを増し、両者は残酷な方法をとったことで、ますます険悪になった。インド国民会議派の政治家によると、ラザーカールは村を封鎖した後、疑わしい共産主義者を一斉捕獲し、略奪、虐殺するといった行動に無差別的かつ組織的に従事していたとされている。またインド政府のパンフレットによると、1948年までに2,000人が殺害されたとされる。この衝突の影響で4万人近い人々が難民となってハイダラーバードから逃げたとされる。
他方、1947年8月にインドが独立したのち、インド支配領域からムスリム難民が流入した。1948年10月の情報では、ハイダラーバード国内には一日1,000人から1,500人の難民が流れ込み、その総数は1万5千人から2万5千人に達していた。その原因はインド・パキスタン分離独立による宗教対立の影響であり、インド政府やハイダラーバードに隣接する州政府によると、ニザームとムスリム統一協会の傘下にあった。

## 作戦に至るまでの経緯

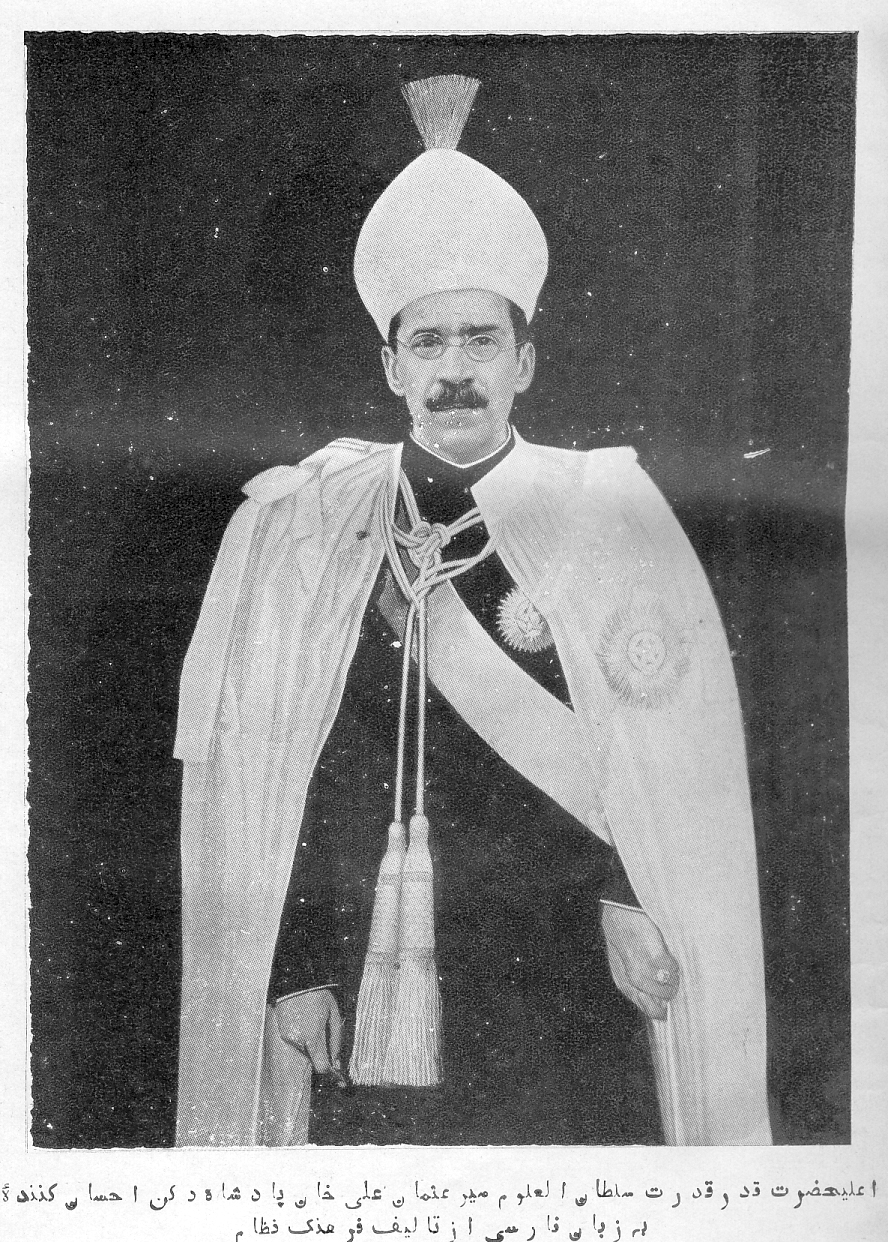
ウスマーン・アリー・ハーン

インド政府はパキスタンと国境を接するジャンムー・カシミール藩王国の確保を優先させたため、同年11月29日にニザーム藩王国ととりあえず「現状維持」の暫定協定を結んだ。だが、インド政府はハイダラーバードが「中パキスタン」として、西パキスタンと東パキスタンとの間に成立してしまうことを懸念していたため、両国の対立は続くこととなった。
だが、1948年1月にウスマーン・アリー・ハーンがパキスタンへ2億ルピーの借款を提供することを発表し、インド政府がかねてから懸念していたような事態となった。当時、インドとパキスタンの間ではジャンムー・カシュール藩王国の旧領をめぐり、第一次印パ戦争が勃発しており、これは戦争中の相手に事実上の軍資金を提供する行為だとしてインド側を激怒させた。
さらに、ニザーム藩王国はアメリカUP通信の送受信所設置を認めたことや、ポルトガルの支配下であったゴア港を購入しようとして、事実上の独立国であるかのように振る舞い始めた。これらの同国の行為により、両国の対立は加速度的に悪くなっていった。
両国の対立の表面化はこれだけではなかった。インド側はこれとともに、インドの法定通貨であるインド・ルピーの使用をニザーム藩王国が拒否していること、ハイダラーバード産の貴金属のインドへの輸出を禁止したことなどを協定違反だと非難した。ハイダラーバード側もその一方で、インドが武器や弾薬のハイダラーバードへの輸出を禁止したことや、空輸の妨害、ハイダラーバードがインド国内で持っている証券などの資産凍結などは協定違反だと非難して応酬した。
同年5月以降より、インド政府はこれらの一連の対立を打開するため、ニザーム藩王国に対して経済封鎖を実施して圧力をかけ始めた。これに対して、沿岸部に領土をもたない内陸国のハイダラーバードの経済は悲鳴を上げ、8月には国連へ代表団を派遣し、この措置がインドによる「暴力的脅迫と侵略の脅威、不具化をもたらす経済的封鎖」だとして安保理に提訴した。ハイダラーバードが最大の頼みとしたイギリスは、ウィンストン・チャーチル首相ら保守党がハイダラーバードに対して同情的ではあったものの、インドの独立を許した労働党政権は黙殺した。

## 一連の経過

### ポロ作戦の開始、軍の編成
インド政府はパキスタンとのカシュミールにおける戦闘が一段落したところで、ハイダラーバード藩王国の処分を決意し、同年9月12日にインド政府はラザーカールの解散と、首都と川を挟んだ対岸のシカンダラーバードにインド軍を進駐させることを要求した。
ハイダラーバードはこの要求を拒否する一方で、国際連合安全保障理事会へ「インド政府から侵入意図を公式に通告された」と電報を打ち、できるだけ早く安保理の議題に取り上げてもらうことを求めた。だが、インドは翌13日にハイダラーバード領に軍事侵攻を開始することを決定した。
ハイダラーバード側の兵力は正規軍が2万4,000人いたが、そのうち訓練され、十分な装備をされていたのは6,000人だった。また正規軍はハイダラーバード出身者のみならず、北インド出身者のムスリム、アラブ人、パターン人などもいた。正規軍は騎兵連隊、11の歩兵大隊、砲兵隊の3つの装甲連隊からなっていた。この軍勢は軍総司令官サイイド・アフマド・アイダルースによって率いられていた。
また、非正規軍のラザーカール20万人が指導者カーシム・ラズヴィーに率いられていた。彼らの4分の1は近代の小火器によって武装されていたが、あとは旧来の前装銃と剣で武装されていた。

### 9月13日
9月13日午前4時、インド軍はハイダラーバード領に侵攻、ポロ作戦が開始された。
最初の戦いはショーラープルとシカンダラーバード間のナルドゥルグ城で起こり、インド軍第7旅団が城を守るハイダラーバード第一歩兵隊に攻撃した。第7旅団はスピードと奇襲を利用し、ボーリー川の重要な橋を確保するため、第2シク歩兵団によって次の攻撃はナルドゥルグのハイダラーバード軍陣地に行われた。橋と道路の安全が確保され、ラーム・シン指揮下のドーグラー連隊（自動車部隊）の道を開くため、攻撃軍の一部、第一武装旅団の武装部隊をナルドゥルグから8キロの町ジャールコートの町に侵入した（午前9時）。そして、午後3時15分までにハイダラーバードから61キロのウマルゲーに到達し、そこで町を守るラザーカールの抵抗を圧倒した。
一方、第3騎兵連隊、第18キング・エドワード騎兵連隊、第9空挺野戦連隊、第10野戦工兵連隊、パンジャーブ連隊、グルカ・ライフル連隊、メーワール歩兵連隊、予備戦力からなるインド軍は、ナルドゥルグから北西34キロのトゥラジャープルに明け方に到達し、第一ハイダラーバード歩兵連隊と200人のラザーカールの抵抗にあった。2時間にわたる戦いののち、後者は降伏した。インド軍はさらにローハラーに向けて侵攻したが、ここで失速した。
西部戦線の初日はインド軍がハイダラーバード軍に多大な損害を与え、広大な領域を占領して終了した。またインド軍が捕らえた兵の中に、ナルドゥルグ近くの橋を爆破する使命を帯びていた英国人傭兵が含まれていた。
東部戦線では、インド軍の指揮官アジート・ルドラがハイダラーバード軍の2個装甲車騎兵部隊、すなわちハンバー装甲車およびスタッグハウンド装甲車を装備した第2、第4ハイダラーバード槍騎兵隊からの激しい抵抗にあった。しかし、午前8時30分までにコダードの町に到達することができた。さらに午後までにムンガーラーの町に到達した。
ホスペートでは更なる出来事があった。第1次マイソール連隊がこの地を攻撃、ラザーカールとパシュトゥーン人から砂糖工場を確保しようとした。また、第5グルカ・ライフル連隊はトゥンガバドラー川でハイダラーバード軍を攻撃、重要な橋を確保した。

### 9月14日
9月14日、ウマルゲーに駐屯していた部隊は、48キロ西のラージャスールに進軍した。空中偵察は道に沿って監視するだけでなく、敵による待ち伏せの位置を知らせ、ホーカー・テンペスト戦隊による空爆を誘導した。これらの空爆は効果的に行われ、午後までにラージャスールへの進軍を許し、町を確保させた。
東からの攻撃軍は対戦車壕によって進撃速度が低下し、スーリヤペートから6 kmの地点で、第1槍騎兵連隊と第5歩兵連隊により丘の中腹の陣地から激しい砲撃を受けた。第5グルカ連隊（この軍はビルマ戦役に従軍したベテラン兵であった）の攻撃を受け、ハイダラーバード側は多大な損害を出し陣地を奪取された。
これと同時、第11グルカ連隊と第8中隊はウスマーナーバードを攻撃し、インド軍に断固として抵抗するラザーカールとの激戦の末に町を奪取した。
少将D.S. Brarに指揮された軍はアウランガーバードを奪取した。この市は6つの歩兵、騎兵連隊に攻撃され、午後にはインド軍に降伏し、市民の運営に置かれた結果となった。
ジャールナーではハイダラーバード軍のシクの3部隊、ジョードプルの2歩兵隊、第18騎兵隊に属する戦車隊がハイダラーバード軍からの頑強な抵抗に直面した。

### 9月15日
9月15日、インド軍はジャールナーを占領するため第11グルカ連隊を残し、残りの兵力でラートゥールへ、のちにムイーナーバードへ向かった。だが彼らはこの地の抵抗勢力が降伏する前に、ゴールコンダ槍兵隊3隊に対しての行動に直面した。
スーリヤペートの町では、空爆によってハイダラーバード軍の防御の大部分を破ったが、ラザーカールのいくつかの部隊は第5グルカ連隊が町を占領するまで抵抗を続けた。ハイダラーバード軍は退却の際にインド軍の進行を遅らせるためムーシー川の橋を壊したが、援護射撃に失敗したため、インド軍が橋の修理を迅速にできるようにしてしまった。また、ナルカパッリではインド軍がラザーカールの大部分を殺害する事件が発生した。

### 9月16日
9月16日明け方、ラーム・シン中佐率いるインド軍任務部隊はザヒーラーバードに向けて進軍したが、除去すべきハイダラーバード側の地雷によって速度を落とさざるを得なかった。ショーラープルからハイダラーバード都市間の主要道路でビーダル街道の点に達したとき、インド軍はハイダラーバードの待ち伏せ部隊の銃撃を受けた。
しかしながら、いくつかの待ち伏せ部隊を残し、軍の大半は道中で散発的な抵抗にあったにもかかわらず、夕暮れまでにザヒーラーバードを超え、15キロの地点に達した。インド軍が都市部を通過した際の、ラザーカール部隊による伏撃が抵抗のほとんどであった。インド軍が彼らの75mm砲を使うまで、ラザーカールは地の利を生かすことができた。

### 9月17日
9月17日早朝、インド軍はビーダルに入城した。一方、第1装甲連隊によって率いられた軍は、ハイダラーバードから約 60 km の町チティヤールに残った一方、別の部隊はヒンゴーリーを占領した。
戦闘の5日目の朝までに、全面的にハイダラーバード軍とラザーカールは非常に多数の死傷者を出していたのは明らかであった。この日 17 時、ニザームは停戦を発表し、武装行動が終了した。

### 停戦と降伏

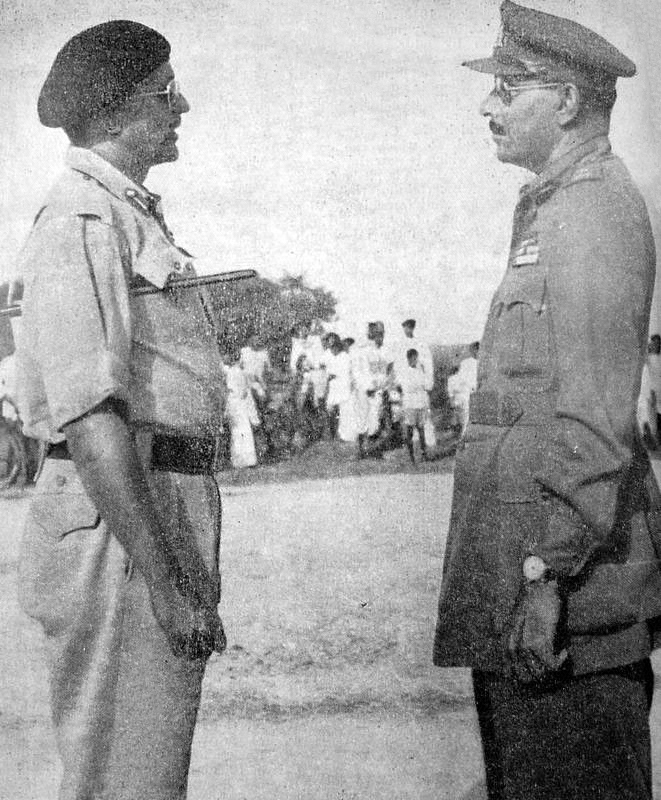
インド軍の司令官ジャーヤント・ナート・チャウドゥリー（左）に降伏も申し入れるサイイド・アフマド・アイダルース（右）（シカンダラーバードにて）

前日16日、差し迫った敗北に直面して、ニザームは首相ミール・ラーイク・アリーを召喚し、次の日の朝に彼の辞職を要求した。辞任は全閣僚の辞任と共に発表された。また、16日には安保理がハイダラーバード問題を議題として取り上げることを決めた。
9月17日の正午、ニザームの使節はニザームからの個人書簡をインドの代理人かつ将軍に送り、午後4時にK.M.ムンシーがハイダラーバードのニザーム公邸に召喚された。会議では、ニザームは「ハゲタカは辞職した。私は何をすべきか知らない」と述べた。ムンシーはニザームに、ハイダラーバード軍の総司令官アイダルースに適切な命令（全軍事行動の停止）を出させることによって、ハイダラーバード市民の安全を確保することを勧めた。同日午後5時、ニザームは全軍に停戦を指示し、事実上降伏するところとなった。
9月18日、ハイダラーバードの近郊シカンダラーバードにて、アイダルースがインド軍の司令官ジャーヤント・ナート・チャウドゥリーに降伏を申し入れた。これにより事実上ポロ作戦は終了した。午後4時、チャウドゥリーと彼の率いるインド軍の武装部隊がハイダラーバードに入城した。これにより、ハイダラーバードはインドに組み込まれることが決定した。
9月23日、ニザームはインド軍に降伏して、その領土が接収されたことをラジオ演説で発表した。
ヒンドゥスターン・タイムズ紙によれば、ポロ作戦での犠牲者はラザーカール600人、ハイダラーバード軍600人、インド軍10人であったが、実際の犠牲者数はこれをはるかに上回っていた。

## その後
その後、インド軍はチャウドゥリーを知事とする臨時政府を樹立し、併合した領土の統治に当たった。
ハイダラーバードは事実上インドの一州として扱われた。多数のムスリム官僚が解雇され、隣接州から派遣されたヒンドゥー官僚がそれに代わるなど、官僚の大規模な入れ替えもあった。これらは行政のヒンドゥー化として批判があった。
また、不穏分子の取り締まりも徹底した。インド軍はすぐさまラザーカール、ヒンドゥー教過激派および共産主義者を含め、数千人を拘束した。特に共産党をテロリストとして徹底的に弾圧し、1949年4月までに4,000人が逮捕された。最終的に拘束された人々の推定数は18,000人近くに上り、刑務所の満員状態、刑事システムの麻痺を招いた。共産党は武装闘争をやめず、テランガーナ闘争を継続する形でゲリラ戦をもって抵抗し、1951年11月まで戦いが続いた。
また、ポロ作戦以降、ハイダラーバード農村部では治安が著しく悪化し、ムスリムの虐殺が行われた。その結果、民間人も含めて数万人から20万人が虐殺されたと伝えられている。
ニザームはインド政府の説得もあって、国連安保理への提訴を取り下げることにし、翌1949年11月24日にはインドへの併合を受け入れた。ニザームには年金が払われ、その額は諸藩王の中でも最高額の500万ルピーであった。